# Naum di Ocrida
San Naum di Ocrida, anche conosciuto come san Naum di Preslav (830 circa – 23 dicembre 910), è stato uno scrittore bulgaro, studioso medievale e maestro. Insieme con Cirillo e Metodio e ai loro discepoli Clemente, Gorazd, Angelario e Sava è annoverato nell'elenco del «Santo settenario». È venerato come santo dalla Chiesa ortodossa.

## Biografia
Le informazioni relative alla sua biografia precedenti al suo avvento nel Primo Impero bulgaro sono molto scarse: secondo l'agiografia dei santi Cirillo e Metodio scritta da Clemente di Ocrida, San Naum era membro della loro missione nella Grande Moravia e nell'867 venne ordinato sacerdote a Roma.
Nell'885 Naum venne espulso dalla Grande Moravia dopo aver trascorso diverso tempo in prigione per essere stato recalcitrante contro le imposizioni del clero germanico locale. In quello stesso anno o nell'anno successivo, Naum raggiunse Pliska in compagnia di Clemente di Ocrida, Sava, Angelarius e forse Gorazd (anche se alcune fonti danno già per morto quest'ultimo in questo periodo). 
Naum fu in seguito uno dei fondatori della Scuola letteraria di Pliska dove operò dall'886 all'893 in qualità di studioso ed insegnante.
Dopo che Clemente venne ordinato vescovo di Drembica (Velika) nell'893, Naum proseguì la sua attività di studi e insegnamento alla Scuola letteraria di Ohrid. 
Nel 905 Naum fondò un monastero nei pressi del lago di Ocrida che prese il suo nome.

## Culto
San Naum viene ricordato dalla Chiesa ortodossa il 20 maggio e 23 dicembre, secondo il Calendario giuliano riformato (5 gennaio e 3 luglio secondo il Calendario giuliano).